# Trimbach SO
| SO ist das Kürzel für den Kanton Solothurn in der Schweiz. Es wird verwendet, um Verwechslungen mit anderen Einträgen des Namens Trimbach zu vermeiden. |

Trimbach ist eine politische Gemeinde im Bezirk Gösgen des Kantons Solothurn in der Schweiz.

## Geographie

Luftbild aus 500 m von Walter Mittelholzer (1919)

Trimbach liegt auf 419 m ü. M. nördlich der Stadt Olten auf der linken Seite der Aare am Jurasüdfuss. Der ursprüngliche Dorfkern, ein typisches Strassendorf, erstreckt sich in einem Seitental der Aare am Ausgangspunkt der Passstrasse des Unteren Hauensteins.
Die Fläche des 7,7 km² grossen Gemeindegebiets umfasst einen Abschnitt des Solothurner Juras und weist eine grosse landschaftliche Vielfalt auf. Der südöstliche Gemeindeteil und Hauptsiedlungsgebiet von Trimbach liegt in der rund 500 m breiten Talniederung des Dorfbachs. Diese Talsenke wird im Süden von der Chutzeflue (560 m ü. M.) und im Norden vom Stellichopf (667 m ü. M.) begrenzt. Sie öffnet sich nach Südosten zum Tal der Aare, welche zwischen dem Kantonsspital Olten und dem scharfen Flussbogen bei der Rankwog die südöstliche Gemeindegrenze bildet.
Gegen Westen und Norden prägt ein stark reliefiertes und von zahlreichen markanten Felsformationen und Flühen überragtes Gelände das Gemeindegebiet. Der Faltenjura weist hier einen geologisch komplizierten Aufbau auf und ist in verschiedene Schuppen zerlegt. Die harten Kalksteinschichten bilden auffallende Berggrate, während die weicheren Mergel- und Tonschichten im Lauf der Zeit erodiert wurden und heute als Talweitungen in der Landschaft sichtbar sind. Besonders augenfällig ist der Berggrat, der sich vom Homberg über die Miserenflühen, den Hegiberg und die (Froburger) Geissflue (812 m ü. M.) bis zur Burganlage der Frohburg hinzieht und den Talkessel von Rintel von der Mulde bei Trimbach trennt. Der Dorfbach hat zwischen den Miserenflühen und dem Hegiberg einen klusartigen Durchbruch geschaffen.
Die südliche Grenze verläuft im westlichen Gemeindeteil auf den Rumpelflühen (bis 640 m ü. M.), die nördliche auf dem Jurahauptkamm von der Wisnerhöchi (779 m ü. M.) nördlich am Erlimoos vorbei über die Waldhöhe beim Restaurant Froburg (mit 866 m ü. M. der höchste Punkt von Trimbach) bis an den Südhang des Dottenbergs nahe dem Sendeturm Frohburg. Nach Westen reicht die Gemeindefläche mit einem schmalen Zipfel bis in den Graben, eine tiefe Schlucht unterhalb des Hauensteinpasses. Von der Gemeindefläche entfielen 1997 20 % auf Siedlungen, 54 % auf Wald und Gehölze, 25 % auf Landwirtschaft, und etwas mehr als 1 % war unproduktives Land.
Zu Trimbach gehören die Siedlung Rankwog (400 m ü. M.) am Aarebogen beim Südportal des Hauenstein-Basistunnels, der Weiler Hinter Düriberg (491 m ü. M.) am Südhang des Stellichopfs sowie verschiedene Einzelhöfe. Nachbargemeinden von Trimbach sind Wisen, Lostorf, Winznau, Olten, Wangen bei Olten und Hauenstein-Ifenthal.

## Bevölkerung
Einwohnerzahlen: Volkszählungsdaten
Mit 6667 Einwohnern (Stand 31. Dezember 2023) gehört Trimbach zu den grösseren Gemeinden des Kantons Solothurn. Von den Bewohnern sind 80,1 % deutschsprachig, 7,0 % italienischsprachig, und 2,9 % sprechen Türkisch (Stand 2000). Die Bevölkerungszahl von Trimbach stieg seit 1888 stark an. Nach einem markanten Wachstum während der 1960er-Jahre wurde anfangs der 1970er-Jahre mit rund 7700 Einwohnern der Höchststand erreicht. Das Siedlungsgebiet von Trimbach ist heute lückenlos mit demjenigen von Olten zusammengewachsen.

## Politik

### Gemeinderat
- SP: 2
- CVP: 1
- FDP: 2

Seit 1945 ist die Sozialdemokratische Partei die stärkste Partei. Sie erreicht einen Wähleranteil von rund 40 %. Die Schweizerische Volkspartei beteiligte sich erstmals 2001 an den Wahlen. Nach den Wahlen zum Gemeinderat für die Amtsperiode 2009–2013 wurde eine Anzeige mit Verdacht auf Wahlbetrug gestellt.
| Partei                                                       | 2021–2025 | 2017–2021 | 2013–2017 | 2009–2013 |
| ------------------------------------------------------------ | --------- | --------- | --------- | --------- |
| Sozialdemokratische Partei                                   | 2         | 2         | 2         | 2         |
| FDP.Die Liberalen (bis 2009 Freisinnig-Demokratische Partei) | 2         | 1         | 1         | 1         |
| Schweizerische Volkspartei                                   | 0         | 1         | 1         | 1         |
| Die Mitte (bis 2021 Christlichdemokratische Volkspartei)     | 1         | 1         | 1         | 1         |

### Gemeindepräsident

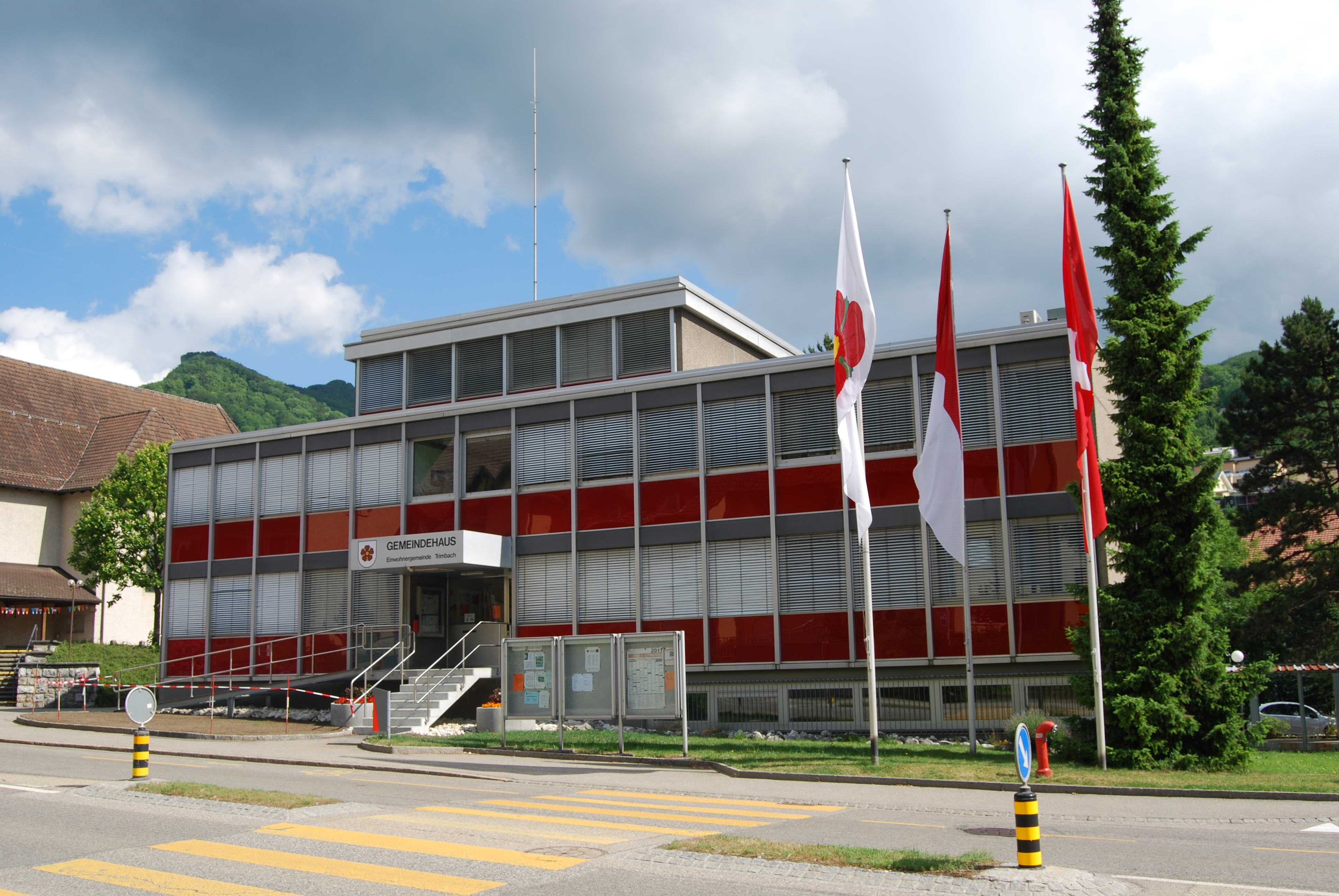
Gemeindehaus

| Jahr      | Name               | Partei          |
| --------- | ------------------ | --------------- |
| 1900–1922 | Albert Lehmann     | Volkspartei     |
| 1923–1945 | Alphons von Felten | Volkspartei     |
| 1945–1957 | Paul Berlinger     | SP              |
| 1957–1969 | Adolf Bader        | Volkspartei/CVP |
| 1969–1975 | William Frey       | SP              |
| 1975–1983 | Josef Reichmuth    | CVP             |
| 1983–1997 | Ernst Gomm         | SP              |
| 1997–2009 | Martin Straumann   | SP              |
| 2009–2017 | Karl Tanner        | SP              |
| ab 2017   | Martin Bühler      | SP              |

## Wirtschaft
Trimbach wies schon früh neben der Landwirtschaft traditionelles Handwerk und Gewerbe auf. Die Wasserkraft des Dorfbachs wurde für den Betrieb von Mühlen, Gerbereien und Sägereien genutzt. Seit dem ausgehenden 18. Jahrhundert entwickelte sich auch die Textilindustrie (anfangs überwiegend in Heimarbeit ausgeführt). Ende des 19. Jahrhunderts vollzog sich ein rascher Wandel zum Industriedorf am nördlichen Rand des damals vor allem für seine Eisenbahnwerkstätten bekannten Olten. Viele in diesen Werkstätten beschäftigte Arbeiterfamilien liessen sich in Trimbach nieder, was zu einem deutlichen Bevölkerungsanstieg führte.
Heute bietet Trimbach rund 1600 Arbeitsplätze an. Mit 3 % der Erwerbstätigen, die noch im primären Sektor beschäftigt sind, hat die Landwirtschaft (vorwiegend Viehzucht, Milchwirtschaft und Forstwirtschaft) nur noch einen geringen Stellenwert in der Erwerbsstruktur der Bevölkerung. Etwa 43 % der Erwerbstätigen sind im industriellen Sektor tätig, während der Dienstleistungssektor 54 % der Arbeitskräfte auf sich vereinigt (Stand 2001).
Die relativ geringe Zahl von Arbeitsplätzen gegenüber der Einwohnerzahl zeigt an, dass Trimbach heute vorwiegend eine Vorortsgemeinde von Olten ist. Gewerbe und Industrie konzentrieren sich auf zahlreiche kleinere und mittlere Unternehmen. Ein grösseres Gewerbe- und Industriegebiet befindet sich im Grossfeld entlang des Aareufers. Zu den überregional bekannten Firmen von Trimbach zählen die Reize Optik AG (Brillenglasschleiferei), die Velux Schweiz AG (Fensterbau), die Glas Trösch AG Trimbach, die Schibli Möbel AG und die Wernli AG (Biskuitfabrik). Daneben sind zahlreiche Betriebe des Bau- und Transportgewerbes, der Elektrobranche, der Informationstechnologie, der Holzverarbeitung, mechanische Werkstätten und Handelsfirmen vertreten.
Der tertiäre Sektor konzentriert sich vor allem auf den Verkauf, Ingenieur-, Architektur- und Treuhandbüros, die Verwaltung, das Versicherungswesen, das Bildungswesen und die Gastronomie. Auf der Gemeindegrenze von Olten und Trimbach steht das solothurnische Kantonsspital. Das ehemalige Kurhaus Froburg ist heute ein Restaurant und beherbergt eine Fachschule. Viele der in Trimbach wohnhaften Erwerbstätigen pendeln in die Stadt Olten zur Arbeit. Neue Wohnquartiere entstanden in den letzten Jahrzehnten hauptsächlich an der aussichtsreichen Südhanglage von Dürrenberg und Stellichopf.

## Verkehr
Die Gemeinde ist verkehrsmässig recht gut erschlossen. Sie liegt an der Hauptstrasse 2 von Basel via Liestal über den Unteren Hauenstein nach Olten. Der nächste Anschluss an die Autobahn A1 (Bern-Zürich) befindet sich rund 7 km vom Ortskern entfernt.
Im Jahr 1858 wurde die Hauensteinlinie von Basel via Läufelfingen nach Olten eröffnet. Das Südportal des rund 2,5 km langen Hauenstein-Scheiteltunnels liegt westlich von Trimbach. Die Haltestelle Trimbach wurde von den SBB allerdings erst am 8. Januar 1916 mit der Eröffnung des Hauenstein-Basistunnels eingerichtet. Sie wurde 1960 vom Sonnrain an die Marenstrasse verlegt, das alte Stationsgebäude von 1915 ist aber erhalten geblieben. Auch die am 8. Januar 1916 in Betrieb genommene neue Hauensteinlinie mit dem 8,1 km langen Hauenstein-Basistunnel führt durch den äussersten Osten des Gemeindegebietes.

### Nahverkehr
Für die Feinverteilung im öffentlichen Verkehr sorgen die Autobuslinien der BOGG (Busbetrieb Olten Gösgen Gäu).
- 506 Olten Bahnhof – Trimbach  – Hauenstein – Ifenthal – Wisen SO, Kirche
- 507 (-Rohr b. Olten) – Stüsslingen Jura – Lostorf Dorfplatz – Obergösgen Dorf – Winznau – Trimbach – Olten Bahnhof – Wangen bei Olten – Kappel SO – Gunzgen – Härkingen – Egerkingen Bahnhof
- 502 Trimbach Eisenbahn – Olten Bahnhof – Starrkirch – Dulliken Zentrum

## Geschichte
Die erste urkundliche Erwähnung des Ortes erfolgte 1244 unter dem Namen Trinbach. Später erschienen die Bezeichnungen Trimbach (1278) und Trümbach (1293). Die Etymologie des ersten Bestandteils des Ortsnamens liegt im Dunkeln. Die auf einem Felsen nördlich der Ortschaft gelegene Frohburg wurde im 10. Jahrhundert erbaut und war Stammsitz der Grafen von Frohburg, die über den Buchsgau herrschten. Mit dieser Burg wurden die Passübergänge des Unteren Hauensteins und des Erlimoospasses kontrolliert. Im 13. Jahrhundert wird ein frohburgisches Ministerialengeschlecht von Trimbach erwähnt.
Nachdem das Geschlecht der Frohburger im Jahr 1367 erloschen war, kam Trimbach an die Grafen von Nidau, 1375 als habsburgisches Lehen an die Thiersteiner und 1418 an die Falkensteiner, welche die Herrschaft Gösgen besassen. Durch Kauf gelangte das Dorf 1458 an die Stadt Solothurn und wurde nun der Vogtei Gösgen zugeordnet, in der es einen Gerichtskreis bildete. Nach dem Zusammenbruch des Ancien Régime (1798) gehörte Trimbach während der Helvetik zum Verwaltungsbezirk Solothurn und ab 1803 zum Bezirk Gösgen.
Während des 19. Jahrhunderts führten zunächst der Bau des Hauenstein-Scheiteltunnels und später die Eisenbahnwerkstätten Olten zu einem starken Bevölkerungswachstum und zu einem wirtschaftlichen Aufschwung. Ende des Jahrhunderts fasste auch die Industrie Fuss in Trimbach. In der zweiten Hälfte des 20. Jahrhunderts wurde Trimbach zunehmend zu einem Vorort von Olten.
Im Januar 2020 wurde bekannt, dass die Höchstwerte von Chlorthalonil im Trinkwasser überschritten wurden.

## Religionen

### Hinduismus
Mitte März 2013 wurde ein Hindutempel in Trimbach eingeweiht. Es war das erste Mal, dass in der Schweiz ein solcher Tempel gebaut wurde.

## Sehenswürdigkeiten
Die Sankt-Mauritius-Kirche geht wahrscheinlich auf eine Stiftung der Frohburger zurück. Ihre heutige Gestalt erhielt die Kirche mit kreuzförmigem Grundriss beim Neubau in der Zeit von 1774 bis 1776; 1942 wurde das Gotteshaus umgestaltet. Die Mauritiuskirche wurde während des Kulturkampfes 1873 von den Christkatholiken übernommen, jedoch 1909 von der katholischen Glaubensgemeinschaft zurückgekauft, die ihren Gottesdienst ab 1877 in einer Notkirche abgehalten hatte.
Die Dreifaltigkeitskapelle mit einem markanten Türmchen (spitzer Zwiebelhelm) stammt aus dem 15. Jahrhundert und diente als Strassenkapelle.
Ein Ausflugsziel stellt die Ruine Frohburg dar, von welcher sich ein Ausblick auf Olten und bei klarem Wetter bis zu den Alpen bietet.

## Wappen
Blasonierung
In Weiss rote fünfblättrige Rose mit gelbem Butzen und grünen Kelchblättern

## Persönlichkeiten
- Karl Otto Hügin (1887–1963), Künstler, Kunstpädagoge und Redakteur
- Hans Kunz (1904–1982), Philosoph, Psychologe und Botaniker
- Irma Tschudi-Steiner (1912–2003). Pharmazieprofessorin[16]
- Peter Rück (1934–2004), Historiker
- Valentino Ragni (* 1935), Komponist, Pianist und Musikpädagoge
- Heinz Läuppi (1936–2011), Radrennfahrer
- Peter Buser (1937–2021), Bankier, Buchautor, Dichter und Konzertveranstalter
- Ramon Vega (* 1971), ehemaliger Fussballnationalspieler
- Kilian Ziegler (* 1984), Slam-Poet und Kabarettist[17]
- Dominic Tamsel (* 2000), Kunstturner

## Bilder

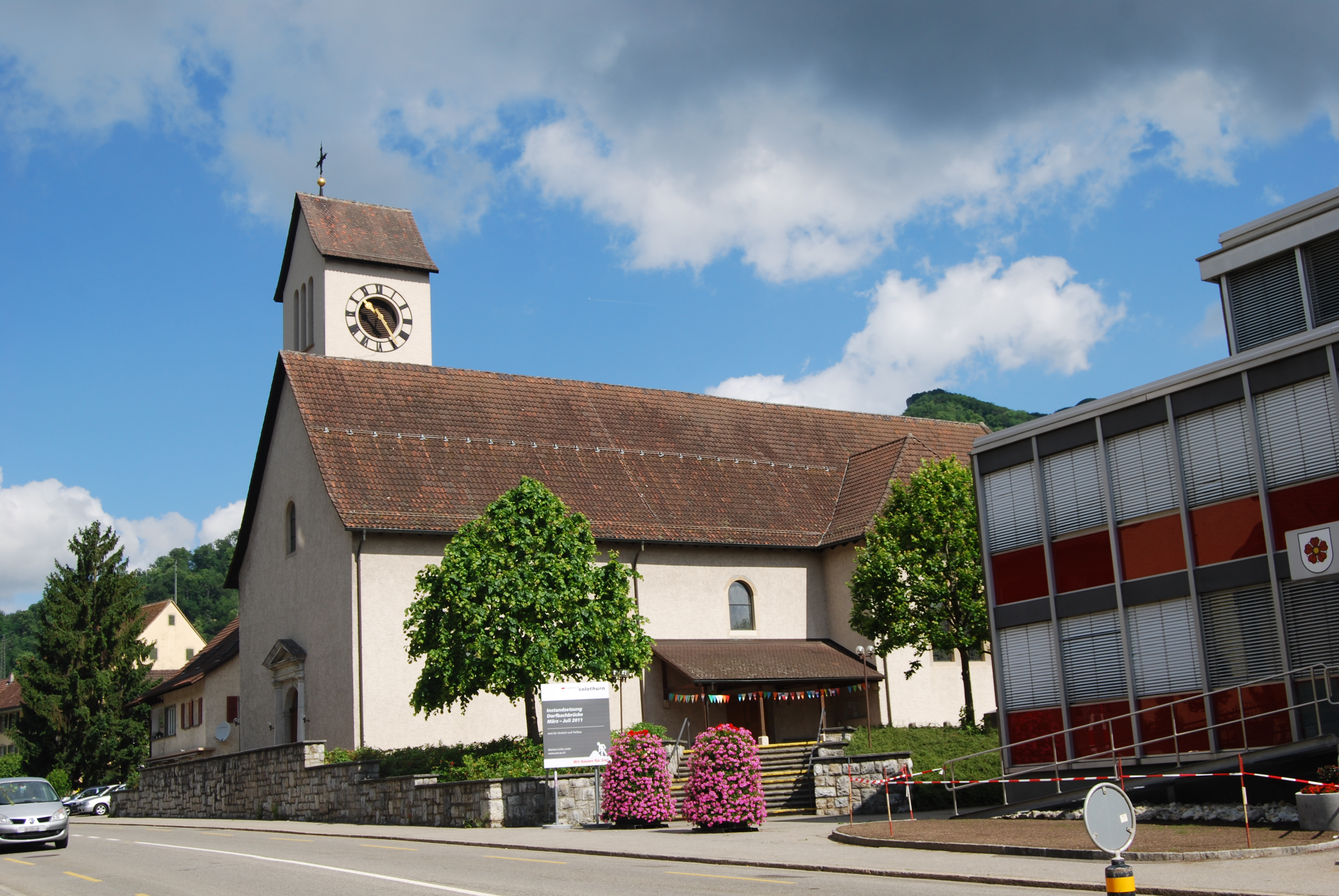
Katholische Kirche St. Mauritius
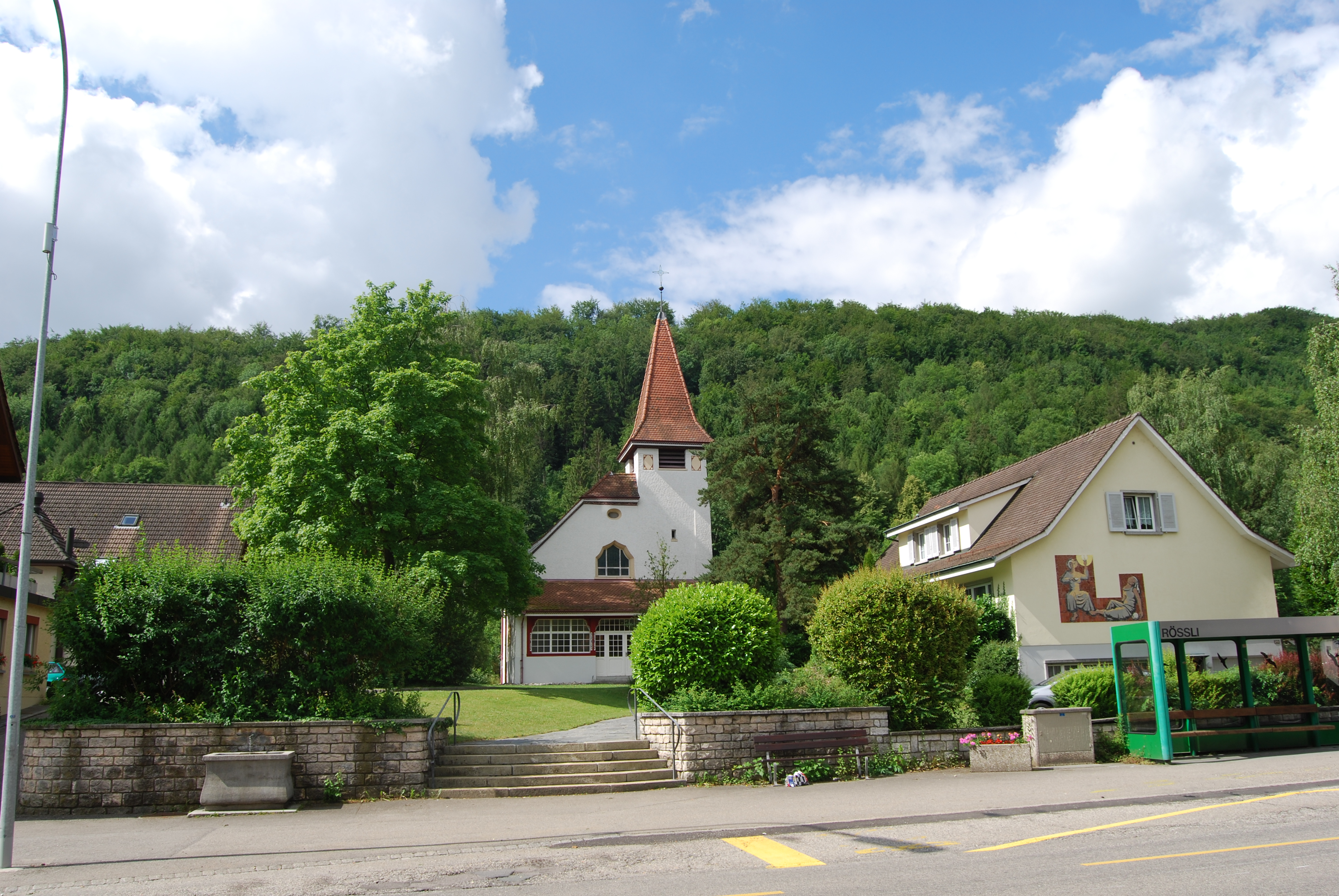
Christkatholische Kreuzkirche mit Pfarrhaus
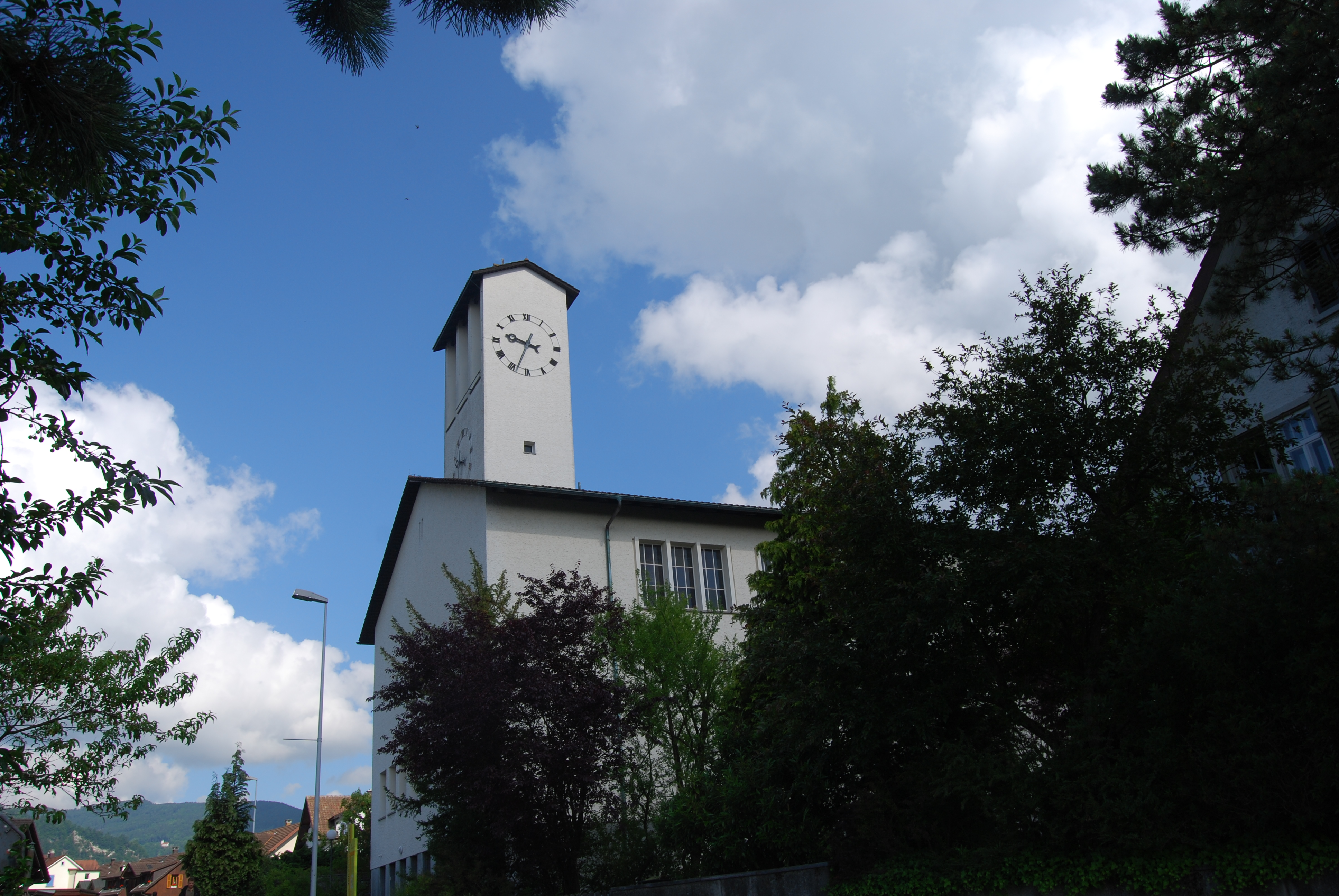
Reformierte Johanneskirche
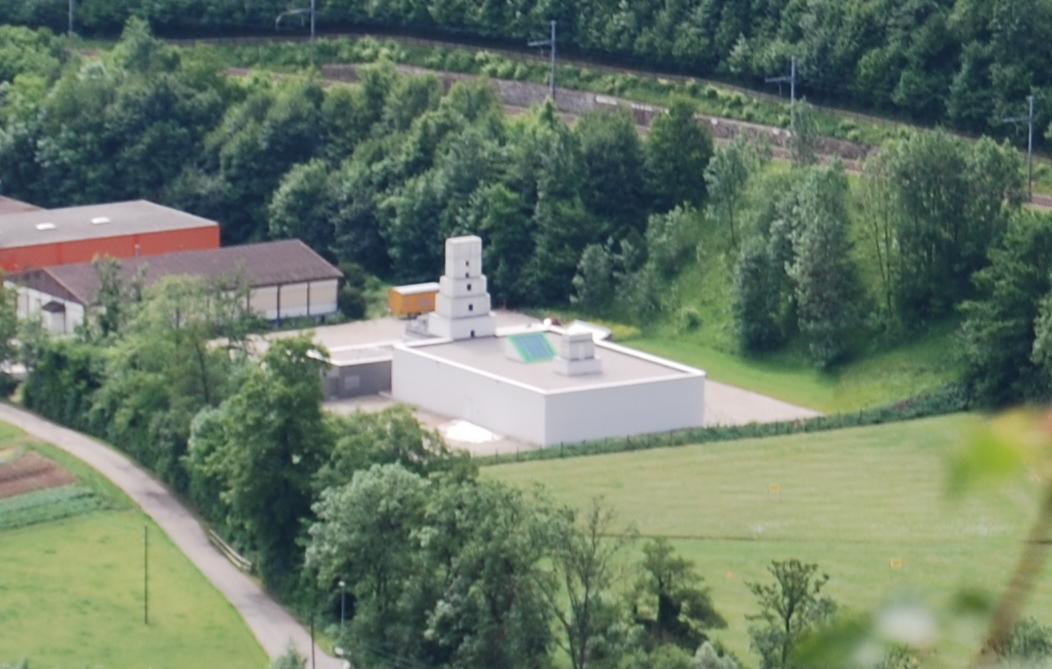
Hindutempel in Trimbach
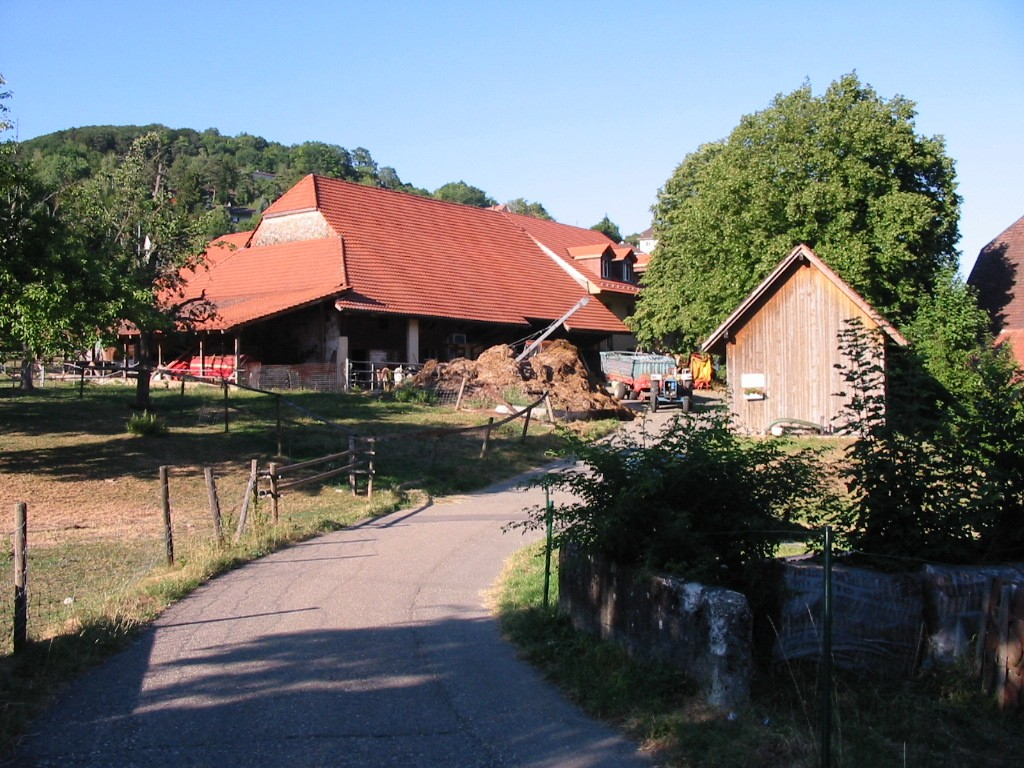
Bauernhof Mühle
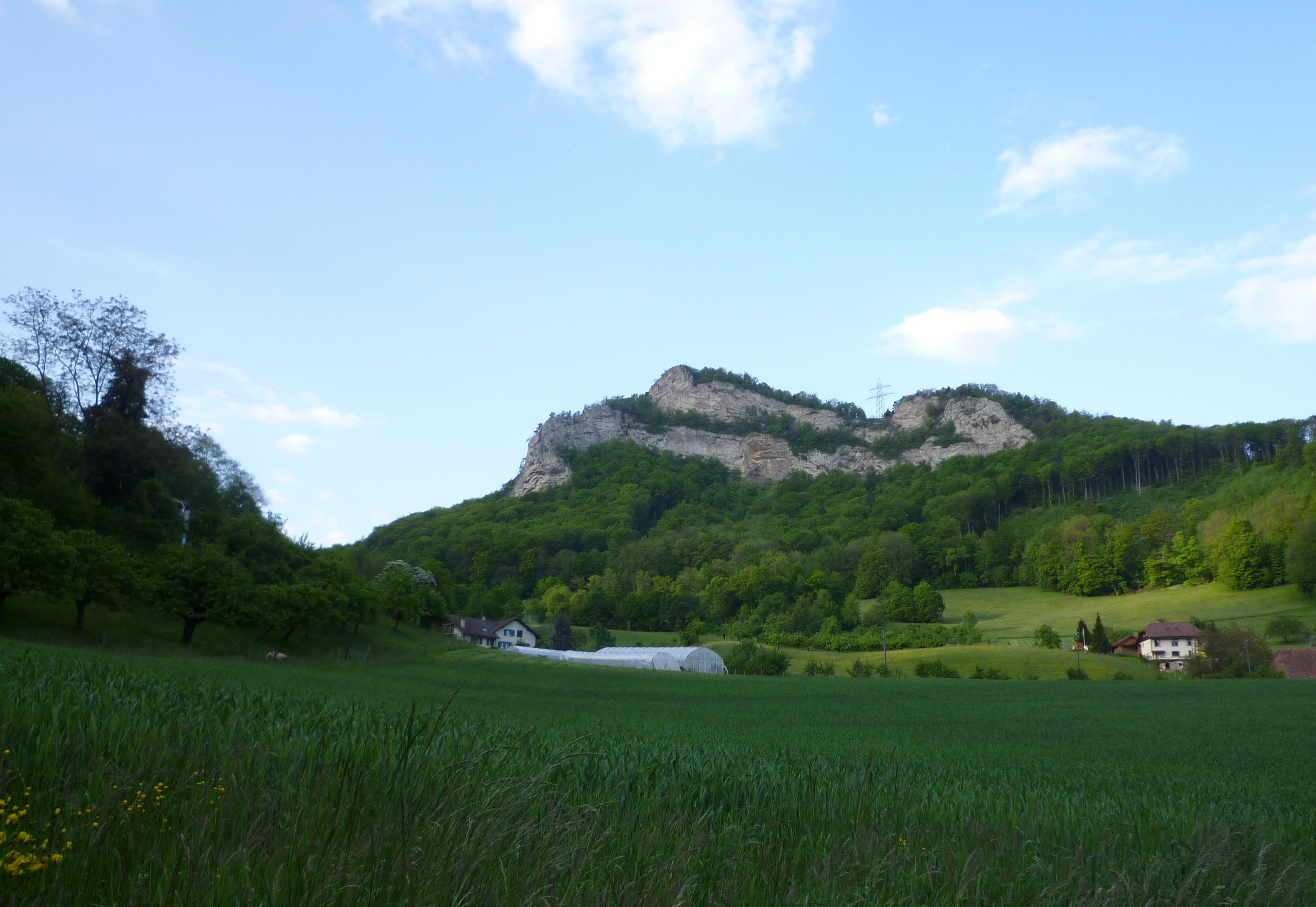
Geissfluh
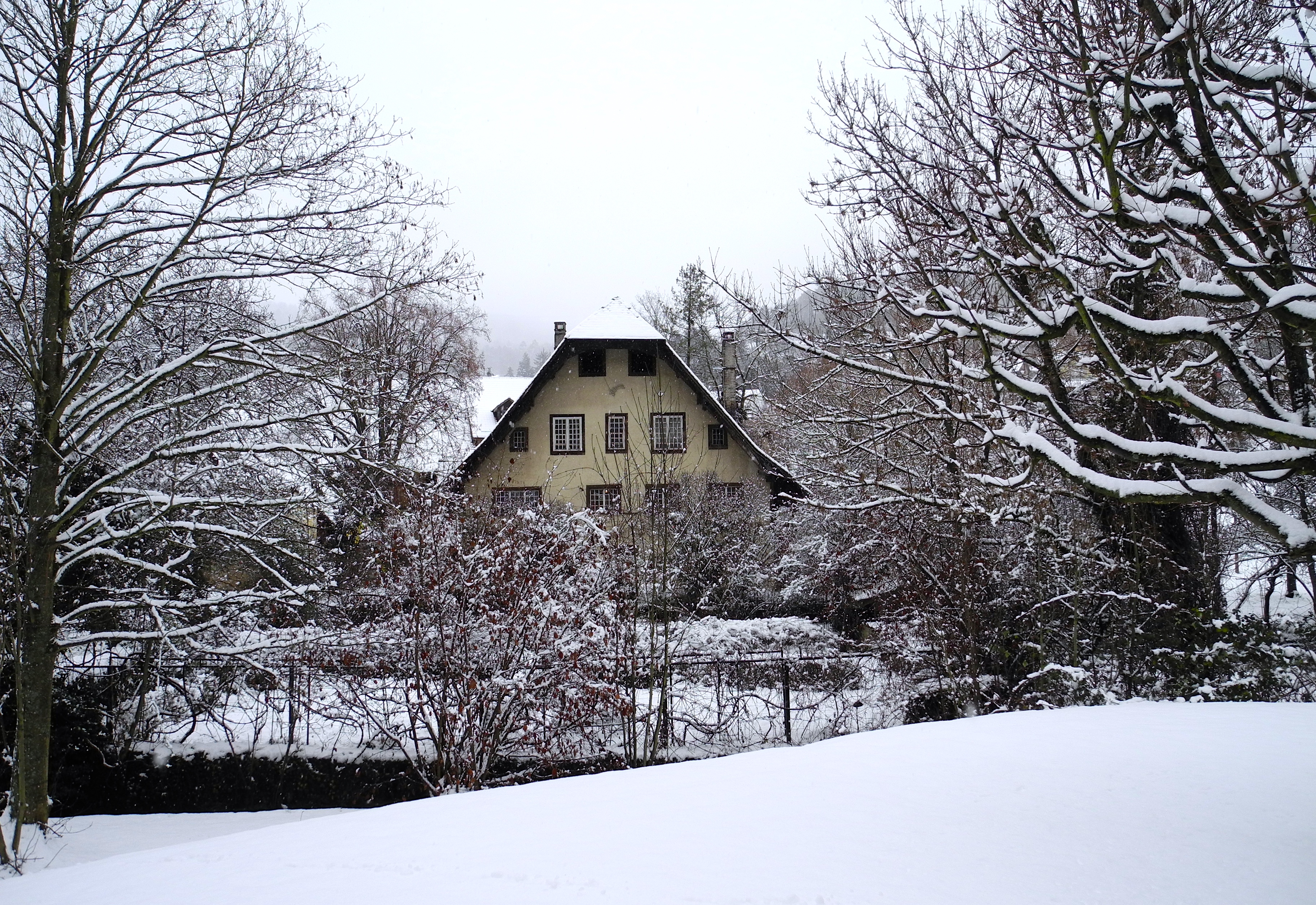
Alte Mühle Trimbach im Winter
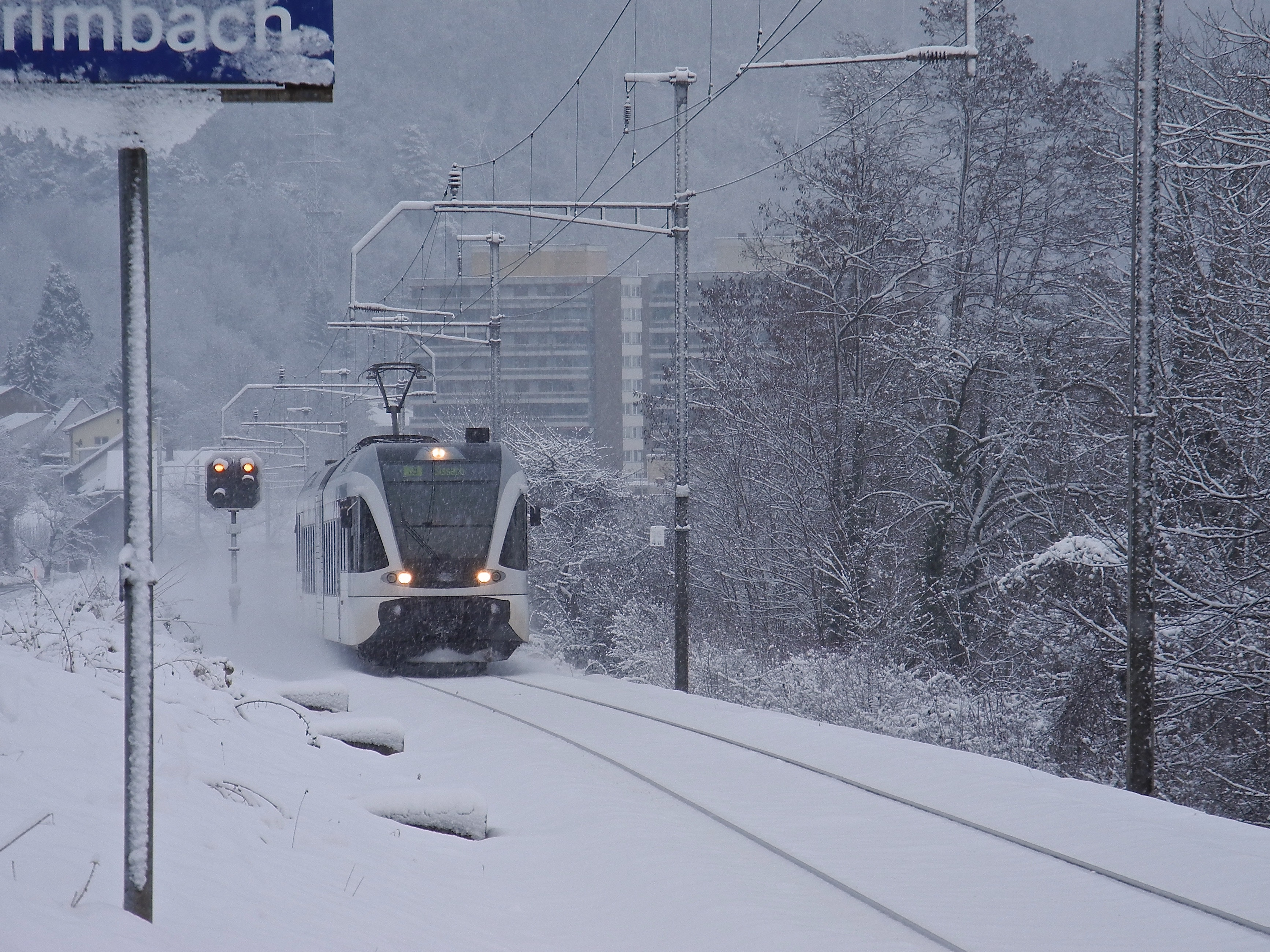
Haltestelle Trimbach an der alten Hauensteinlinie Olten – Sissach